# 八音盒
音樂盒（法語：boîte à musique），是機械發音樂器。概念源自於大型鐘琴（Carillon）。多數利用轉動盒內帶凸點的滾筒，依序撥動調律好的音梳，可自動或手動演奏樂曲。音色接近拇指琴、鋼片琴或鐘琴（Glockenspiel）。

## 歷史
於9世紀，在哈里發帝國黑衣大食巴格達，班·馬薩兄弟，三重奏波斯發明家，生產了「已知最早的機械樂器」。
1796年，瑞士鐘錶匠安托·法布爾開發了圓筒型音樂盒，是目前世界上最古老的音樂盒。這個音樂盒十分小巧，僅高10釐米左右，但它其實是一隻非常實用、豪華的純金圖章，只是在其底部內藏音樂盒。當人們轉動圖章上部的環上發條，台座上的開關便開始演奏。目前這項古董據悉為日本京都嵐山音樂盒博物館所藏，僅在上海音樂盒珍品陳列館公開展示1年。音樂盒的最初構想是利用「圓筒裝置和調好旋律的金屬梳齒通過金屬片彈撥來演奏音樂的」。
音樂盒由於在製作上要求技藝精湛，在十八、十九世紀價格相當昂貴，僅在貴族間流傳，一般百姓望之興嘆。
在1885年開始營運的 Symphonium 公司是第一家唱盤播放音樂盒製造商。該公司的兩位創始人 Gustave Brachhausen 和 Paul Riessner 離開後成立了一家新公司 Polyphon，與原有的事業及他們的第三個合夥人 Oscar Paul Lochmann 直接競爭。隨著 Original Musikwerke Paul Lochmann 於 1900 年成立, Symphonion的創始事業一直持續到 1909 年。
根據澳洲維多利亞博物館的說法，Symphonion 以生產具龐大多樣性類別、樣式和型號的產品而著稱，沒有其他唱盤播放音樂盒具有如此多樣性。該公司率先使用電動馬達並於1900 年發表第一個配備電動馬達的型號。而後，該公司進軍鋼琴管弦樂器事業，並生產圓盤和桶式演奏型號、自動演奏鋼琴和留聲機。
同時，Polyphon 擴展到美國，Brachhausen 在那裡成立了 Regina 公司。Polyphon 取得了驚人的成功。它最終將自己重塑為真空吸塵器和蒸汽清潔器的製造商。
在音樂盒的全盛時期，有的有落地鐘那麼高，而且都使用可更換的大唱盤來播放不同的樂曲。這些是彈簧上鍊和驅動的，兩者都有類似鈴鐺的聲音。這些機器通常在英國、義大利和美國製造，另外的唱盤在瑞士、奧地利等國製造。早期的“點唱機”付費版本存在於公共場所。Marsh在華盛頓（美國）長灘的免費博物館和古玩店有幾個仍在公開展出的版本。倫敦Brentford音樂博物館有許多機器。位於美國新澤西州莫里斯敦的Morris博物館擁有著名的收藏品，包括互動展品。除了每件作品的影音片段外，實際的樂器每天都會輪流向大眾展示。

### 時間軸
於9世紀，在哈里發帝國黑衣大食巴格達，班·馬薩兄弟，三重奏波斯發明家，生產了「已知最早的機械樂器」。這是一種水力風琴，可以自動演奏可互換的圓柱體，他們在其《巧妙設備之書》中對此進行了描述。根據 Charles B. Fowler 的說法，“直到 19 世紀下半葉，這種表面帶有凸起銷釘的圓柱體仍然是機械製作和再現音樂的基本裝置。
13 世紀早期：在法蘭德斯，一位聰明的敲鐘人發明了一個帶有插銷的圓柱體，該銷子操縱凸輪，然後撞擊鐘。
1598年：法蘭德斯鐘錶匠尼古拉斯·瓦林（Nicholas Vallin）生產了一個壁掛式時鐘，它有一個固定的音筒，在安裝於上部結構中的複合調諧鈴上演奏。這個筒狀物是可程式化的，因為插銷可以單獨放置在音筒表面提供的孔中。
1665年：倫敦的 Ahasuerus Fromanteel 製造了一個座鐘，該座鐘在由固定音筒操作的多個鐘上具有四分之一的報時和音樂作品。音筒可以在演奏不同曲調時更換。
1772年：法國南錫的 Ransonet 製造了一塊手錶，它有一個固定的滾筒，它不是在鈴上演奏音樂，而是在垂直排列調音過的鋼爪上演奏。
1796 年：來自日內瓦的鐘錶匠安托萬·法夫爾-薩洛蒙(Antoine Favre-Salomon)以一塊具有多個預先調好音的金屬音梳取代了一堆鈴鐺，以減少空間。與水平放置的固定筒一起，這會產生更多變化和複雜的聲音。這些最早的音樂盒之一現在在浦東東方藝術中心的上海古董八音盒和自動人形畫廊展出。
1865年，Charles Reuge 在聖克魯瓦開設了他的第一間工作室，專門製作、銷售和維修音樂懷錶。他很快便開始研發創新機制，將音樂滾筒和微型音梳錶盤融入腕錶機芯，1886年 Charles 的兒子 Albert 將工作室擴建為功能齊全的工廠，並在聖克魯瓦註冊了公司「Reuge SA」以生產音樂鈴機芯及其周邊產品。除了懷錶，還有粉餅盒、雪茄打火機，以及放置在交誼聽、客廳的音樂盒。
1877年：托馬斯．愛迪生發明了留聲機，這對音樂盒產業產生了重要影響，尤其是在本世紀末。
1946年，二戰結束後，三協精機製作所（Sankyo Seiki，後改制為日本電產三協株式會社）在諏訪市成立。兩年後，三協開始研發音樂盒。最初試製了六套能演奏童謠「小漢斯」（德語：Hänschen klein，即臺灣童謠「小蜜蜂」旋律）的音樂盒，但很快音齒就陸續斷裂。雖最終保留了兩套，但據說音質不佳，如同敲擊桶底。1948年底，三協終於成功出貨了首批500台音樂盒。
1960 年，Reuge 擴大了新型奢華機械零件的生產，於是收購了巴黎的 Bontems 鐘錶廠，重振了機械報時鳥的生產和行銷，並於 1977 年收購了 Eschle 鐘錶廠。
1970年代，三協委託在臺灣的三櫻電機在臺灣創建音樂鈴的生產基地，於1979成立年協櫻精密工業，1980年代，音樂鈴機芯的全球年需求量高達將近一億台左右，其中約40%為協櫻公司所生產，三協一度為全球90%以上的音樂盒產業提供研發、生產工程和全球銷售通路。
2016 年 3 月， Wintergatan 樂隊發布了一段他們自製的 Marble Machine 的影片，該樂器是由3,000根木條、2,000顆鋼珠所組成，並花了超過一年的時間製作完成，看起來像台精心製作的音樂盒結合傳統紡織機的巨型樂器，利用輪軸轉動，將鋼珠傳送到各個傳輸帶上音樂就會隨之而來。
2018，三協開發了能演奏多達300首曲目的 Primotone 的音樂盒。2021年，三協吸收合併日本電產三協音樂盒株式會社，並更名為日本電產儀器株式會社（NIDEC Instrument Corporation），2022年12月，其旗下的高級音樂盒品牌 Orpheus ，推出以電力驅動的音樂盒—— Orpheus Kanata ，能讀取每片專用SD記憶卡中高達50首的 MIDI 數據的古典樂曲，並以一片40音的音梳演奏，亦支援以額外付費方式下載其他歌曲。自2025年4月起售價為187萬日圓。
2019年，位於台灣的酷鳩科技(Tevofy Technology)發布了第一款以APP控制的20音機械音樂盒（型號：N20，音梳排列為C大調首調音階)，名為 Muro Box （页面存档备份，存于），是「Music Robot in a Box」的縮寫。與傳統的音樂盒不同，人們不需在紙帶音樂盒上打孔就能以其伴侶應用程式進行編曲，並且可讀取自行編輯的MIDI檔案進行演奏。無須客製化機芯就能播放選定的歌曲。2023年10月，酷鳩科技在串連兩個N20機構的基礎上，於群募平台發表具三個八度半寬廣音域及半音階的新型號——N40，以及具傳統音樂盒多片音梳齊奏造成華麗共鳴效果（Sublime harmony）的型號「穆風」，穆風版本音樂盒於2025年起售價為新台幣71,000元。據群募平台釋出的資訊，未來將推出更多音階數的N60、N80等型號。

## 類型
依上述發展歷史，音樂盒大致可分為：

#### 圓筒音樂盒(Cylinder music box)
目前最普遍的一種音樂盒，最早期的設計與懷錶結合，現今已有成熟的產業鏈進行生產運銷，機芯尺寸已有效簡化縮小，便於運輸與收藏並做各式裝飾與應用，主流為18音與23音，亦有40音、50音、72音、144音等的高階音樂盒。音樂盒的核心為一有多個凸點(撞針)的圓柱體音筒，音筒轉動時撞針依序敲擊金屬音梳的梳齒，即可演奏出曲調。由於音梳多半是依曲目需求進行調律，故音筒不可任意更換。而 Reuge 目前已開發一款可更換曲目音筒的音樂盒，藉由更多梳齒的音梳與精密地控制滾筒位移，使每個音筒可演奏三首曲子，並能進行快速連續同音的演奏，目前開發了五款音筒，一個音樂盒可播放共15首曲子。

#### 唱盤式音樂盒(Disc-playing music box)
較大型且酷似留聲機樣式的音樂盒，與滾筒音樂盒不同，此類音樂盒利用金屬圓盤紀錄樂曲，當唱盤旋轉時，圓盤底面的突起會帶動對應的棘輪轉動，棘輪齒再依序敲擊梳齒，進而演奏旋律。一般而言此類音樂盒體積較大，除充當共鳴箱的作用外，下方亦有收納不同曲目唱盤的空間。更大型的設計結合落地老爺鐘，可同時運作多組唱盤與音梳。唱盤齊奏時，若音梳間的調律彼此有些微的誤差，配合落地鐘的空間可產生奇特的回音共鳴效果。

#### 紙帶音樂盒(Paper strip music box)
這種音樂盒約在十九世紀末出現，其機芯運作原理有如唱盤式音樂盒的變化版。紙帶以打孔方式紀錄音符，相當於自動鋼琴或風琴的打孔書本式樂譜(Book music)。但紙帶音樂盒多為手搖式，自動演奏的較少見。音樂盒每次播放時都須插入長紙條，因為機芯的作用是令內部的撞針穿過小孔，當撞針撥動梳齒便能發出樂音。只要將長條紙帶在適當位置打孔，再將紙帶插入音樂鈴，轉動手把拉動紙帶即可播放旋律，更換紙帶即可切換歌曲。為了方便編輯紙帶，音梳設計尺寸也較大，使得整體音域較低。理論上只要在音梳音域範圍內編曲，並將紙帶銜接得夠長，演奏曲目的長度便不受限制，適合想要客製化歌曲的使用者，往往搭配自行裝飾的外盒被製作為手工藝品。缺點在於人工打孔相當費時費力，完成數分鐘的樂曲可能需花上數個工作天，紙帶保存也比金屬碟片更不易及占空間(不可像書本式樂譜那樣折疊)。目前較為知名的品牌有 Kikkerland 、 Grand illusion，主要流通的規格為15音、20音與30音。

#### 數位音樂盒(Programmable digital music box)
21世紀近期才發展出來的音樂盒，此類音樂盒強調保留傳統機械式發聲方式的同時，亦能切換播放多首曲目。儘管設計各有差異，其主要原理都是將音樂盒的音筒設計細分為獨立控制的轉輪，利用電訊號(多是 MIDI 檔案)控制轉輪撥動音梳的時機。由於每個音是獨立控制演奏的，故可實現多首曲目長時間的演奏，不再像傳統滾筒音樂盒有曲目時間上的侷限。除此之外，電子控制能使音樂盒演奏更複雜、華彩的旋律。目前 NIDEC 系列產品僅由官方釋出新曲。而 Muro Box 系列的機種提供使用者可自行編曲的 APP 介面，亦可自行匯入現成的 MIDI 檔案及支援 MIDI 鍵盤，讓使用者連接鍵盤後即時演奏，音樂盒真正成為「可手動控制」的樂器。其專用 APP 功能亦涵蓋編曲、匯出 MIDI 音檔、列印音樂盒紙帶孔位圖與設定播放時程等。由於這類型音樂盒涉及複雜的電子元件控制與程式開發，故造價也會比同音域、尺寸的音樂盒更高昂。

## 限制
相較於多數樂器而言，歷史上的音樂盒更接近「音樂播放器」與擺飾或家具作結合。而非可信手演奏任意旋律的樂器。

#### 編曲
不論是圓筒式或唱盤式都無法彈性地編輯曲調，除了受限固定音階地音梳之外，金屬音筒與碟片的鑄造成本也十分高昂，並非能隨心所欲獲得各種旋律。即使到現在，市面流通的傳統音樂盒也是較大眾化、耳熟能詳的歌曲。

#### 音量
另外，音樂盒須有共鳴的介面才能最大化音量並美化其音色，故往往需要一個能充當音箱的共鳴體，音樂盒機芯單獨運作時，音量極容易被嘈雜聲蓋過。為了放大及美化聲音，音樂盒需要搭配共鳴用的音箱，為了活用音箱所佔的空間並提高其實用價值，往往設計成首飾盒、座鐘或櫥櫃。

#### 速度
音樂盒仰賴撥動音梳產生樂音，但音梳震動時若短時間內又與下一個撞針接觸，前一個音符的尾韻便會因震動停止而消失。此外撞針接觸同一個梳齒間隔的時間過短，也容易產生影響聽覺體驗的雜音，故多數音樂盒的旋律速度都比原曲的速度慢上許多。

#### 音量變化
無論是何種音樂盒，目前皆不能控制撥動音梳的力道，所以音樂盒並不像一般樂器能藉由改變力度演繹樂曲表情，單音演奏的樂段便會顯得呆版。
基於種種因素，當留聲機與唱片出現在大眾娛樂以後，人們享受音樂的重心便轉移，因為唱片能記錄音樂盒沒有的人聲歌詞與各種樂器聲響，已不是音量與旋律受限的音樂盒能達到的，造價昂貴的大型音樂盒便逐漸淡出高級娛樂市場，小型且相對平價的音樂盒開始流行。20世紀末，電子播放器與數位錄製的音樂逐漸普及，音樂發展亦漸趨複雜，受眾的喜好逐漸分化，商業音樂盒的需求量亦大幅下降，其工藝價值遠大於其音樂欣賞用途。不僅僅是音樂盒，許多晚期發展出的自動演奏樂器如自動鋼琴、自動風琴等也紛紛退場，甚至當初影響音樂盒產業蔚為風潮的留聲機也不再是主流媒介。

## 製造商
瑞士：Manufacture Reuge
日本：NIDEC Instrument Corporation
美國：Porter Music Box Company
中國：寧波韻升音樂禮品有限公司
臺灣：協櫻精密工業、酷鳩科技

## 曲目
1974 年至 1975 年，德國作曲家卡爾海因茲·史托克豪森以序列主義（serialism）的十二音技法（德語：Zwölftontechnik）為12個音樂盒創作了一組關於黃道十二宮的十二首曲子《Tierkreis》。

## 知名音樂盒收藏博物館

#### 日本
- 小樽音樂盒堂(位於北海道小樽市)
- 六甲森林之聲博物館(ROKKO森の音ミュージアム，舊稱「ホール・オブ・ホールズ六甲」，位於神戶六甲山)
- 「諏訪之音」 NIDEC 音樂盒博物館(位於長野縣諏訪市)
- 京都嵐山音樂盒博物館
- 現代玩具博物館-音樂盒夢想博物館(位於岡山縣美作市)
- 河口湖音樂與森林博物館
- 富良野音樂盒博物館

#### 台灣
- 台灣現代音樂鈴博物館
- 國立故宮博物院(多件古典音樂盒館藏)
- 文鼎留聲機博物館(位於台南)

#### 瑞士
- 自動化與音樂博物館(Musée d'automates et de boîtes à musique)，位於音樂盒重鎮聖克魯瓦。

#### 美國
- 波特音樂盒博物館(Porter Music Box Museum)

#### 英國
- 布倫福音樂博物館(Musical Museum, Brentford)

#### 德國
- 自動化音樂博物館(布魯赫薩爾宮)

## 音樂盒社群
Music Box Maniac (MBM) 為目前最大的紙帶音樂盒社群，內有世界各地的創作者交流紙帶音樂盒相關資訊及曲譜，亦提供線上編曲功能供使用。目前有超過5,5000位使用者，以及8,7000首以上的編曲作品。

## 外部参考
1. ↑  . Museums Victoria Collections.   [2022-06-24]. （原始内容存档于2022-07-03）.
2. ↑  . web.archive.org. 2011-04-26  [2022-06-28]. 原始内容存档于2011-04-26.
3. ↑  .   [2022-07-01]. （原始内容存档于2022-08-11）.
4. 1 2  Fowler, Charles B. (October 1967), "The Museum of Music: A History of Mechanical Instruments", Music Educators Journal, MENC_ The National Association for Music Education, 54 (2): 45–49, doi:10.2307/3391092, JSTOR 3391092, S2CID 190524140. Citation on p. 45.
5. ↑  In the Collections of the British Museum (M.L. Antiquities Dept. Ilbert collection)
6. ↑  Horological Masterworks Exhibition AHS 2003 Catalogue No.14
7. ↑  Sotheby's Auction Masterpieces from the Time Museum June 19, 2002 Lot 73
8. ↑  "Antique Music Box Gallery", accessed 18 Dec 2014.
9. 1 2  . reuge.com.   [2025-07-16].
10. ↑  .   [2022-07-01]. （原始内容存档于2016-08-19）.
11. ↑  Stross, Randall (June 23, 2010). "The Incredible Talking Machine" （页面存档备份，存于）
12. ↑  . The Asahi Shimbun.   [2025-07-14]. （原始内容存档于2023-01-30） （美国英语）.
13. ↑  . Nidec Corporation.   [2025-07-16] （英语）.
14. ↑  . 智慧音樂盒Muro Box.   [2025-07-16] （中文（臺灣））.
15. ↑  "Wintergatan Marble Machine – A Feat of Both Music and Engineering" （页面存档备份，存于）, indiebandguru.com
16. ↑  . オルゴールギャラリー.   [2025-07-14] （日语）.
17. ↑  Muro Box Story. Muro Box, https://murobox.com/zh/our-story-2/ （页面存档备份，存于）
18. ↑  . 智慧音樂盒Muro Box.   [2025-07-14] （中文（臺灣））.
19. ↑  . 智慧音樂盒Muro Box.   [2025-07-16] （中文（臺灣））.
20. ↑  . WaBay 挖貝 | 台灣最值得信賴的群眾集資 / 群眾募資平台. 2025-06-04  [2025-07-14] （中文（繁體））.
21. ↑  . musicboxmaniacs.com.   [2025-07-27].

## 外部連結

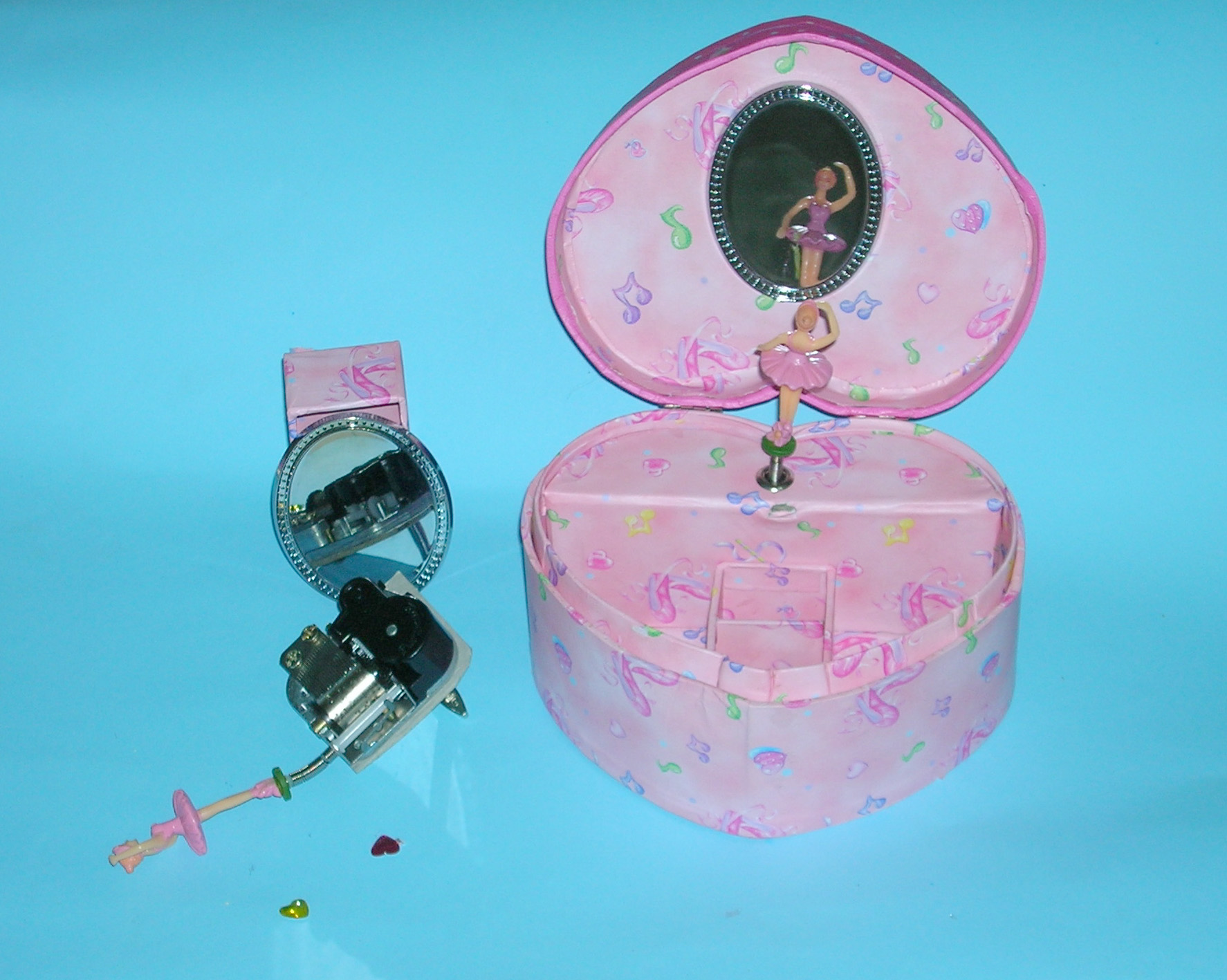
音樂盒

- Ma boîte à musiques by Lutèce Créations （页面存档备份，存于）